# 国道6号線 (韓国)

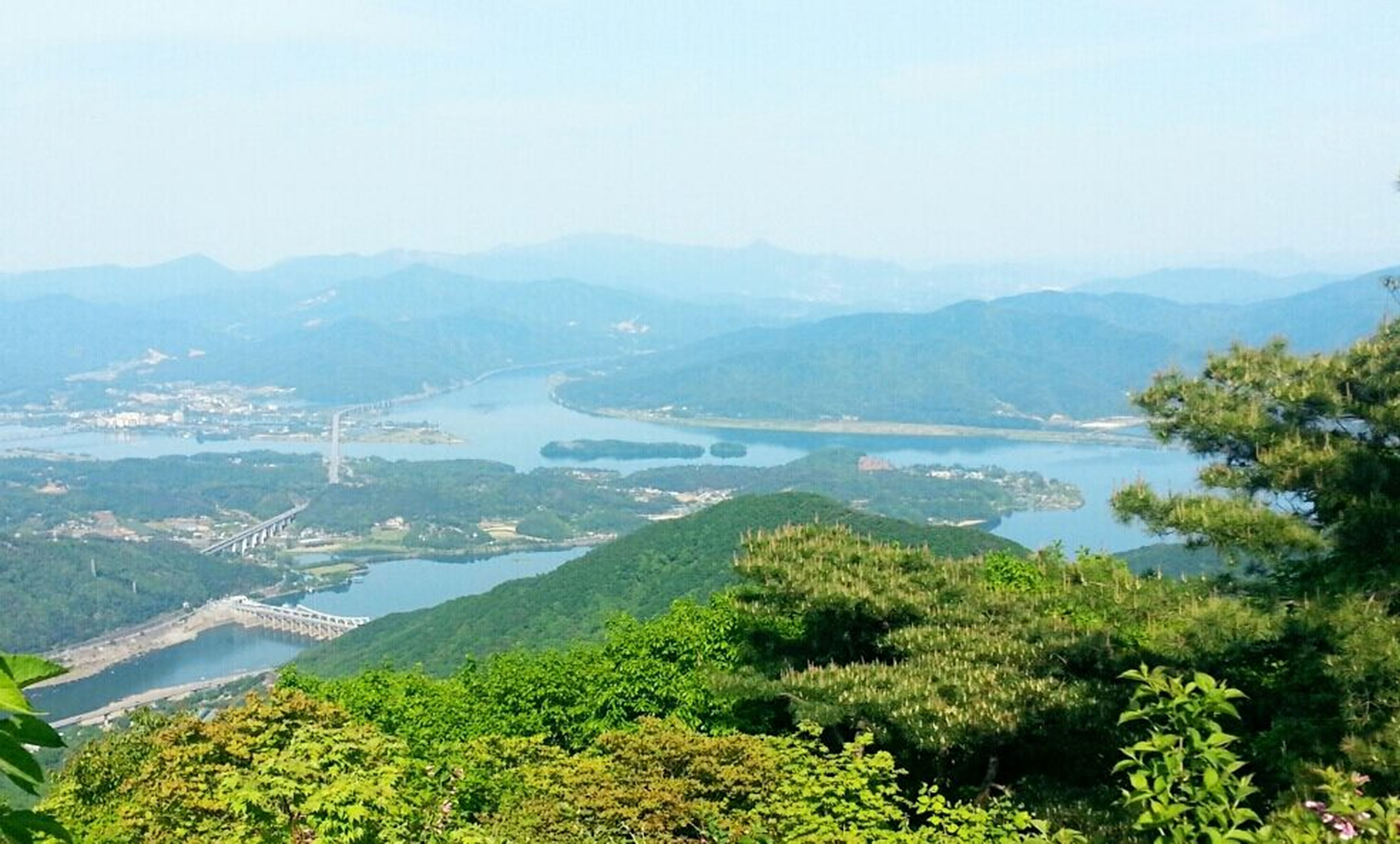
八堂ダムと八堂湖の周辺に通る国道6号線

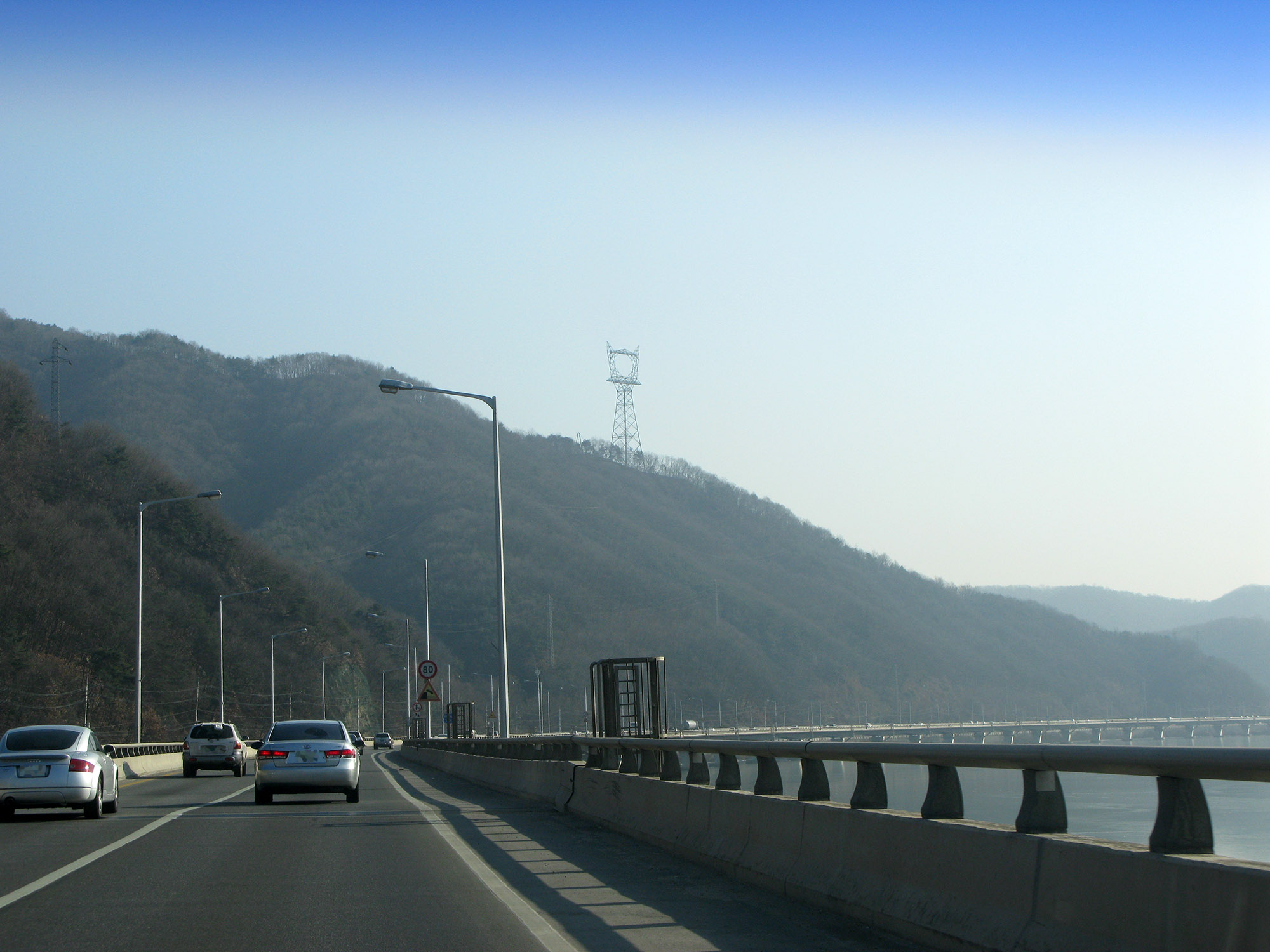
龍潭大橋の江陵方面

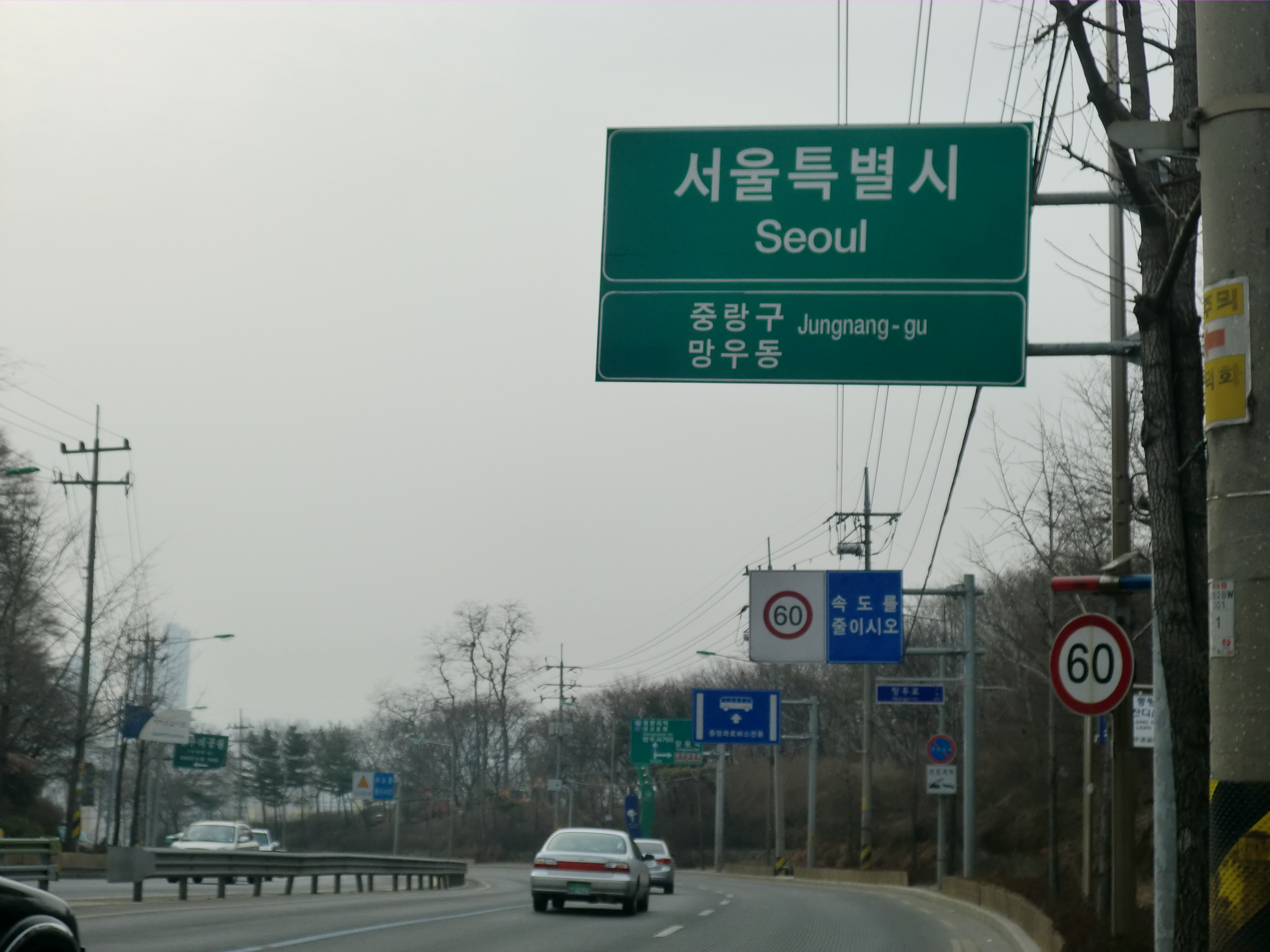
九里市とソウル特別市の境界

国道6号線(國道第六號仁川江陵線、ハングル: 국도 제6호선)は仁川広域市中区の仁川駅から江原特別自治道江陵市連谷面を連結している総延長274.3 kmの距離を持った大韓民国の一般国道である。その中でソウル特別市から江陵市の間を京江路という。

## 概要
仁川広域市の区間は国道77号線と重複しており、京仁高速道路を補助する道路となっている。また、市内区間は仁川大路の名称が指定されている。ソウル特別市では漢江を楊花大橋で通過している。

## 歴史
- 1971年8月31日 : 一般国道路線指定令により国道第6号線仁川-江陵線になる。

## 通過する自治体
- 仁川広域市
  - 中区 - 東区 - 弥鄒忽区 - 西区 - 桂陽区
- 京畿道 (西部)
  - 富川市
- ソウル特別市
- 京畿道 (東部)
  - 九里市 - 南楊州市 - 楊平郡
- 江原特別自治道
  - 横城郡 - 平昌郡 - 江陵市

## 交差する道路
高速道路
- 平沢-坡州高速道路
- 中部内陸高速道路
- 嶺東高速道路
- 中央高速道路
- ソウル-襄陽高速道路
- ソウル外郭循環高速道路
- 京仁高速道路
- 首都圏第二循環高速道路

国道
- 国道1号線 ()
- 国道3号線
- 国道5号線
- 国道7号線 ()
- 国道19号線 (韓国)（朝鮮語版）
- 国道31号線 (韓国)（朝鮮語版）
- 国道37号線 (韓国)（朝鮮語版）
- 国道39号線 (韓国)
- 国道42号線 (韓国)（朝鮮語版）
- 国道43号線 (韓国)（朝鮮語版）
- 国道44号線 (韓国)（朝鮮語版）
- 国道45号線 (韓国)（朝鮮語版）
- 国道46号線
- 国道47号線 (韓国)（朝鮮語版）
- 国道48号線
- 国道59号線 (韓国)（朝鮮語版）
- 国道77号線

## 画像
- 国道6号線の南楊州~楊平間映像を見る